# Talla (Itàlia)
Talla és un municipi situat al territori de la província d'Arezzo, a la regió de la Toscana (Itàlia).
Limita amb els municipis de Capolona, Castel Focognano, Castiglion Fibocchi i Loro Ciuffenna.
Pertanyen al municipi les frazioni de Bicciano, Capraia, Faltona, Pieve di Pontenano, Pontenano i Santo-Bagnena.